# 27706 Строджен
27706 Строджен (27706 Strogen) — астероїд головного поясу, відкритий 11 жовтня 1985 року.
Тіссеранів параметр щодо Юпітера — 3,152.